# 난정초등학교
난정초등학교는 대한민국 인천광역시 강화군에 있었던 공립 초등학교이다.

## 학교 연혁
- 1935.04.23 난정간이학교인가
- 1943.04.01 난정국민학교로 승격(1학급 편성)
- 1945.09.24 초대교장 권오성 교장 취임
- 1949.06.26 제1회 졸업식 거행(44명 졸업)
- 1974.10.05 강화체육대회 탁구부 종합 우승
- 1980.12.30 본관 2층 건물(8개실 개축)
- 1983.03.08 난정초등학교 병설유치원 개원
- 1988.09.19 본관 2중창 8개실 개축
- 1999.12.21 강화교육장 학교경영 우수학교 수상
- 2000.06.23 제1회 강화군 배드민턴 종합 우승
- 2001.04.20 수세식 화장실 준공
- 2002.12.16 유치원 놀이터 설치
- 2004.01.05 학교환경 특별사업 준공(냉,난방 공사 및 컴퓨터실 구축)
- 2006.12.19 방과후 활동우수교(교육감)
- 2008.08.01 과학실 현대화사업 준공
- 2009.02.09 유치원 교실 확장
- 2009.03.01 초등학교 6학급, 병설유치원 1학급 편성(종일반 운영)
- 2009.05.11 도서관 증축
- 2009.05.15 야외 교실 개축
- 2009.05.29 체육 창고, 구령대 신축
- 2009.06.05 본관 앞 스탠드 그늘막 준공
- 2009.08.19 교직원 사택 준공
- 2009.08.25 다목적실 증축
- 2009.10.26 학교평가 우수학교 선정(인천광역시강화교육지원청)
- 2009.11.11 화장실 좌변기 설치 6개소
- 2009.11.13 급식실 준공 및 개관식
- 2009.12.28 환경교육 우수학교 선정(인천광역시교육청)
- 2010.05.30 제10회 e파란 어린이환경글짓기 공모전 대상
- 2010.06.18 돌봄교실 시설 및 1층 복도 마루 교체 공사
- 2010.06.28 수학여행(1~6학년, 서울 강원 일원, 2박 3일)
- 2010.07.06 자전거 보관소 설치
- 2010.07.24 사택수리 및 물탱크 교체
- 2010.08.02 인천성지초등학교 교류체험학습(1박 2일)
- 2010.09.15 인천광역시교육청 으뜸이홈페이지경연대회(학교분야 동상)
- 2010.10.02 인천광역시강화교육지원청교육장배 육상 줄넘기대회(1위 3명, 2위 1명, 3위 2명)
- 2010.10.27 문화나누미체험학습(인천학생교육문화회관 초청, 2박 3일)
- 2011.01.20 제2회 신나는 난정골 썰매 캠프
- 2011.03.01 인천광역시교육청 지정 창의경영연구시범학교, 엄마품 온종일돌봄교실 운영학교, 강화교육지원청 지정 칭찬선도학교
- 2011.05.18 SBS '내 마음의 크레파스' 방송
- 2011.12.02 난정골축제
- 2011.12.14 OBS '즐거운 학교' 방송
- 2012.02.15 제64회 졸업식(졸업생 5명, 총 졸업생 3117명)
- 2012.03.01 일반 4학급, 특수 2학급, 유치원 1학급 편성)
- 2012.03.01 인천광역시교육청 지정 학력향상형 창의경영학교
- 2012.09.01 제29회 한국정보올림피아드전국대회 동상
- 2012.12.01 인천광역시교육청 주관 학교평가 최우수학교 선정
- 2013.02.15 제65회 졸업식(남 6명, 여 1명, 계 7명 / 누계 3,124명)
- 2013.03.04 2013학년도 초등 1학년 5명, 유치원 10명 입학
- 2013.06.05 M.O.U 자매결연 도시·농촌 문화체험 교류 협약
- 2013.09.01 제27대 공모교장 정양식 교장 취임
- 2013.11.01 인천광역시교육청 학교평가 3개 부문 최우수
- 2013.11.30 유치원 놀이터 설치
- 2014.02.14 제66회 졸업식(남 2명, 여 1명, 계 3명 / 누계 3,127명)
- 2014.02.28 교사 환경 도장공사
- 2014.03.03 2014학년도 초등 1학년 7명, 유치원 5명 입학
- 2014.03.03 2014학년도 초등돌봄교실 운영교 지정
- 2014.03.03 2014학년도 효체험중심학교 운영교 지정
- 2014.05.09 교동향교 MOU협약체결 및 예절학교 입소
- 2014.09.17 강화교육장배 줄넘기대회 2개 부문 최우수
- 2014.10.08 강화교육장배 육상대회 2개 부문 수상
- 2014.11.04 녹색생활실천 국화분재나누기
- 2014.12.11 난정골축제 및 학교 설명회
- 2015.02.13 제67회 졸업식(남 2명, 여 2명, 계 4명 / 누계 3,131명)
- 2015.03.02 2015학년도 초등 1학년 2명, 유치원 11명 입학
- 2019.02.28 폐교[2]